# William M. Black
Pour les articles homonymes, voir Black.
Le William M. Black est une drague à pelle à propulsion à vapeur, servant maintenant de navire musée dans le port de Dubuque dans l'Iowa. Construite en 1934, elle fait partie du petit nombre de dragues à vapeur survivantes et de l'une des quatre dragues survivantes du Corps du génie de l'armée des États-Unis. Elle est ouverte aux visites dans le cadre du National Mississippi River Museum & Aquarium.

## Historique
William M. Black a une coque en acier riveté. Sa cale a une profondeur de 2,6 m et le navire a une proue en forme de chaland et n'a pas de quille. Sa superstructure a trois ponts et le système de drague est monté à l'avant, avec des câbles de treuil de chaque côté pour maintenir le navire en place pendant les opérations de dragage. La pompe qui actionnait la drague était située dans une position avancée, avec sa centrale à vapeur située juste à l'arrière de sa position. L'une des roues à aubes du navire a été retirée et est exposée sur le terrain du musée.
William M. Black est l'un des derniers bateaux à vapeur à roue à aubes construits aux États-Unis, a été utilisé principalement le long de la rivière Missouri. Il avait un équipage de 49 personnes et draguait jusqu'à 61.000 m3 de matériaux par jour. Il a été mis hors service en 1973 parce qu'il consommait jusqu'à 26.000 litres de pétrole lourd chaque jour, ce qui est devenu prohibitif pendant le premier choc pétrolier de 1973.

### Préservation
Il a été classé au registre national des lieux historiques le 12 avril 1982 et nommé National Historic Landmark le 27 avril 1992.